# Ćaciland
Ćaciland (serbisch: Ћациленд) war der informelle und satirische Name für ein Lager im Pionirski park in Belgrad, Serbien, das im März 2025 zu einem Versammlungsort für eine Gruppe von selbsternannten Studenten und Bürgern wurde, darunter Anhänger der Serbischen Fortschrittspartei (SNS) und eine Gruppe, die sich selbst als "Studenten 2.0" bezeichnete. Der Begriff entstand im öffentlichen Diskurs und in sozialen Medien, oft mit pejorativen oder satirischen Konnotationen, als Reaktion auf die Versammlung im Park, die sich gegen die Studentenproteste und Universitätsblockaden in ganz Serbien stellte.

## Historischer Kontext
Im März 2025 wurde der Pionirski park im Zentrum Belgrads zum Versammlungsort für die Gruppe "Studenten 2.0", die für die Fortsetzung des Unterrichts an den Universitäten eintraten. Dies stand im Gegensatz zu den blockierenden Studenten, die nach dem Einsturz eines Bahnhofsvordachs in Novi Sad am 1. November 2024, bei dem 15 Menschen ums Leben kamen, Rechenschaft forderten. Die Proteste entwickelten sich schnell zu einer der größten Massenbewegungen in Serbien seit 2000, mit Demonstrationen in mehr als 400 Städten und Gemeinden im ganzen Land.

## Ursprung des Namens "Ćaciland"
Der Begriff "Ćaciland" erschien erstmals in sozialen Medien und wurde schnell im öffentlichen Diskurs populär. Gegner der Versammlung im Pionirski park verwendeten diesen Namen, um die Gruppe "Studenten 2.0" zu verspotten, indem sie sie als "ćaci" (ein abwertender Begriff für Studenten) bezeichneten und ihren Studentenstatus in Frage stellten. Der Name wurde sogar vorübergehend auf Google Maps für den Park verwendet.

## Ereignisse im Pionirski park
Am Tag des großen Protests, dem 15. März 2025, kamen etwa zwanzig junge, muskulöse und gut trainierte Männer in "Ćaciland" an und wurden in den Park gelassen. Die Medienberichterstattung über "Ćaciland" war stark polarisiert.
Ein besonders auffälliges Merkmal von "Ćaciland" war die Präsenz von Hunderten von landwirtschaftlichen Traktoren, die um den Park herum positioniert wurden.

## Öffentliche Reaktionen
Das Phänomen "Ćaciland" wurde zu einem Symbol der Spaltung in der serbischen Gesellschaft während der Studentenproteste 2025. Die Ereignisse zogen internationale Aufmerksamkeit auf sich.
Am Tag nach den Protesten sah das Gebiet wie ein Schlachtfeld aus, mit beschädigten Traktoren, einigen umgestürzten, überall zerbrochenem Glas.
Die Ereignisse rund um "Ćaciland" und die Studentenproteste zogen internationale Aufmerksamkeit auf sich. Am 26. März 2025 organisierte das Österreichische Institut für Internationale Politik (oiip) eine Online-Podiumsdiskussion.
Die Medienberichterstattung über "Ćaciland" war stark polarisiert.
Regierungsnahe Medien stellten die "Studenten 2.0" als legitime Studenten dar, die ihr Recht auf Bildung verteidigten, während unabhängige Medien die Veranstaltung als inszenierte Gegendemonstration bezeichneten.